# کینتای
کینتای (به لاتین: Kintai) یک شهرک در لیتوانی است که در شهرستان کلایپدا واقع شده‌است. کینتای ۶۱۶ نفر جمعیت دارد.